# Aéroport El Tepual de Puerto Montt
L'aéroport international El Tepual (code IATA : PMC • code OACI : SCTE) est un aéroport desservant la région touristique de Puerto Montt, au Chili.

## Capacité
En 2004, l'IDC estime qu'un million de passagers ont transité par cet aéroport, devenant le deuxième le plus fréquenté au Chili.

## Situation

### Carte des aéroports du Chili
| \| 100 km1:8 652 000 \| Porvenir El Salvador La Serena Mocopulli Valdivia Pucón Puerto Montt Puerto Williams Antofagasta Arica El Loa Iquique Osorno Balmaceda Araucanie Désert de l'Atacama Santiago Concepcion Île de Pâques Punta Arenas |
| 100 km1:8 652 000 |

## Compagnies aériennes et destinations

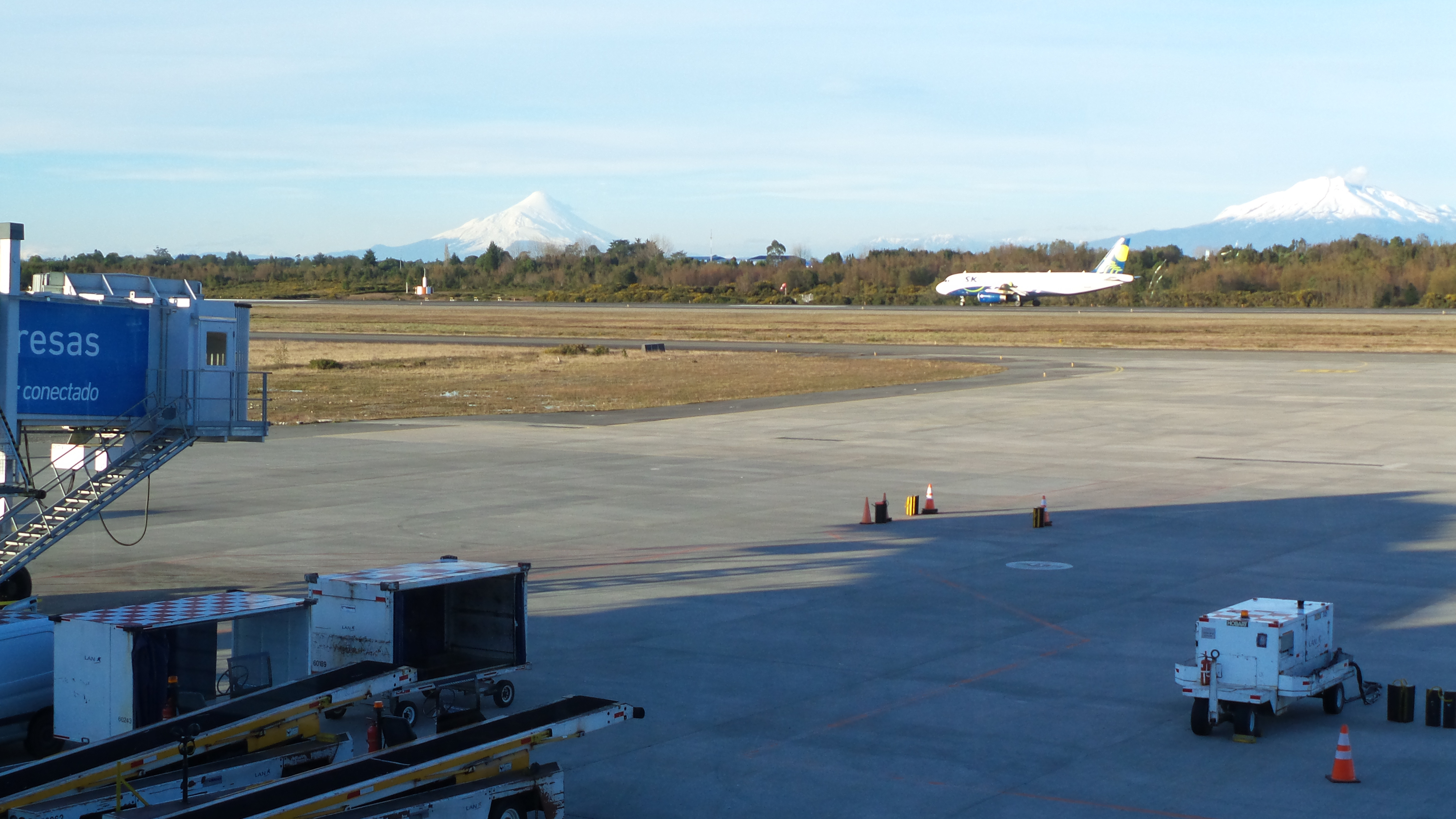
aéroport international d'El Tepual, avec les volcans Calbuco et l'Osorno en arrière-plan.

| Compagnies  | Destinations                                                          |
| ----------- | --------------------------------------------------------------------- |
| JetSmart    | Concepcion-Carriel Sur, Punta Arenas, Santiago du Chili-A.-M.-Benítez |
| LATAM Chile | Balmaceda, Punta Arenas, Santiago du Chili-A.-M.-Benítez              |
| Sky Airline | Balmaceda, Punta Arenas, Santiago du Chili-A.-M.-Benítez              |

Édité le 17/11/2018

## Accidents et incidents
- Le 5 décembre 1969, le Douglas C-47A CC-CBY de LAN Chile s'est écrasé au décollage. L'avion a été l'exploitation d'un vol de transport de marchandises, toutes les trois personnes à bord ont survécu[1].